# سن-اونوره، کبک
سن-اونوره (به فرانسوی: Saint-Honoré) شهری در منطقه شهری لو افجور-دو-ساگونه ناحیه سگونه-لاک-سن-ژان در استان کبک کانادا است. در سرشماری سال ۲۰۱۱ این شهر ۴٬۷۹۷ نفر جمعیت داشته‌است و مساحت آن ۱۸۹٫۸۲ کیلومتر مربع است.